# Saussey (Manica)
Saussey è un comune francese di 529 abitanti situato nel dipartimento della Manica nella regione della Normandia.

## Società

### Evoluzione demografica
Abitanti censiti